# Zenas Ferry Moody

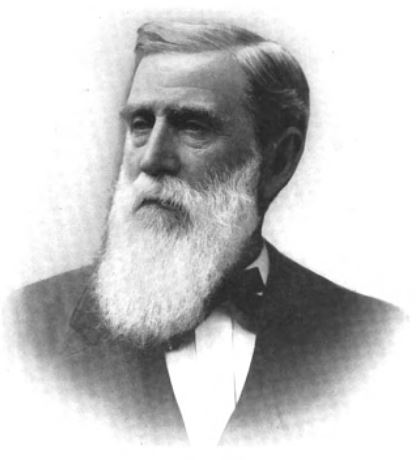
Zenas Ferry Moody

Zenas Ferry Moody (* 27. Mai 1832 in Granby, Hampshire County, Massachusetts; † 14. März 1917 in Salem, Oregon) war ein US-amerikanischer Politiker und von 1882 bis 1887 der siebte Gouverneur des Bundesstaates Oregon.

## Frühe Jahre und politischer Aufstieg
Zenas Moody besuchte die örtlichen Schulen seiner Heimat. Im Jahr 1851 kam er mit seiner Familie über den Isthmus von Panama nach Oregon. Dort betrieb Moody einen Laden in Brownsville. Außerdem war er Landvermesser im Auftrag der Bundesregierung. Danach kehrte er für einige Zeit in den Osten zurück. Über Illinois kam er nach Washington. Im Jahr 1861 schloss er sich während des Bürgerkrieges einer Einheit zur Verteidigung Washingtons an. Er blieb aber nicht beim Militär, sondern kehrte im Jahr 1862 nach Oregon zurück. Dort betrieb er ein Geschäft, das die Goldgräber mit dem nötigen Bedarf versorgte. In The Dalles arbeitete er dann als Manager für die Wells Fargo Company. Damals betrieb Moody auch einen Dampfschifffahrtsbetrieb mit der Lizenz für die Lieferung und Zustellung von Postsendungen.
Ursprünglich war Moody ein Anhänger der Whigs. Nach deren Auflösung in den 1850er Jahren trat er der Republikanischen Partei bei. 1872 kandidierte Moody erfolglos für den Senat von Oregon. Im Jahr 1880 wurde er dann in das Repräsentantenhaus von Oregon gewählt. Dort wurde er auf Anhieb Präsident des Hauses (Speaker). 1882 wurde er mit 51,8 Prozent der Stimmen gegen den Demokraten Joseph Showalter Smith zum neuen Gouverneur seines Staates gewählt.

## Gouverneur von Oregon
Zenas Moody trat sein Amt am 13. September 1882 an. In seiner Amtszeit wurde das Kapitol (außer der Kuppel) fertiggestellt. Auch das bereits vor seiner Amtszeit begonnene Krankenhaus für geistig Behinderte wurde fertiggestellt. Moody förderte die Einwanderung nach Oregon. Das galt allerdings nicht für chinesische Einwanderer. Er unterstützte entsprechende Gesetzesvorlagen, die die Einwanderungen aus China einschränken bzw. verbieten sollten.
Moodys Amtszeit endete nicht erst im September 1887, sondern bereits am 12. Januar dieses Jahres, weil man die Daten der Wahlen und Amtszeiten den allgemeinen Wahlen im Bund und den meisten anderen US-Bundesstaaten angepasst hatte. Nach dem Ende seiner Amtszeit zog sich Moody aus der Politik zurück. In den folgenden Jahren wurde er ein erfolgreicher Wollhändler im östlichen Oregon. Zenas Moody starb im März 1917. Er war mit Mary Stephenson verheiratet, mit der er fünf Kinder hatte.